# F. P. I. Project
Das F. P. I. Project, auch FPI Project, war ein Italo-House-Projekt, das in den frühen 1990er Jahren erfolgreich war. Der größte Hit hieß Rich in Paradise.

## Bandgeschichte
Die Produzenten Marco Fratty, Corrado Presti und Roberto Intrallazz schufen Ende der 1980er Jahre das F. P. I. Project. Dabei steht das F. für Fratty, das P. für Presti und das I. für Intrallazz. Das Quartett wurde durch Luciano Bericchia komplettiert. Die Musiker entwickelten einen eigenen Sound, der aus voluminösen Klaviersamples, zurückhaltendem Gesang und tanzbaren Beats bestand. Nach diesem Muster strickten sie ihre Lieder, die weltweite Diskotheken- und Chart-Hits wurden.
Rich in Paradise / Going Back to My Roots stieg 1990 in die Top 10 in Deutschland, Österreich, der Schweiz und Großbritannien. Die Platte gab es in zwei verschiedenen Versionen, einmal mit Gesang von Paolo Dini und einmal mit Sharon D. Clarkes Stimme. Auch Risky konnte im gleichen Jahr in einigen Hitparaden punkten.
Die 1991er Single Everybody (All Over the World), deren 1999er Remix und der 1993er Track Come On (And Do It), der ein Top-20-Hit in den Billboard-Dance-Charts war, erreichten untere Plätze der UK-Charts. Die folgenden Veröffentlichungen der Italiener blieben erfolglos.

## Diskografie

### Alben
- 1991: Rich in Paradise

### Singles und EPs
- 1989: Rich in Paradise / Going Back to My Roots
- 1990: Risky
- 1991: Everybody (All Over the World)
- 1991: Let’s Go
- 1991: Vae Victis (Remix 91)
- 1992: Feel It
- 1992: The Paradiso E. P.
- 1992: Megamix
- 1993: Come On (And Do It)
- 1993: Disco This Way
- 1994: Going Back to My Roots '94
- 1995: Yes, We Could!
- 1995: Compilation (EP)
- 1995: Tell Me Why
- 1997: Be Thankful (For What You’ve Got) (feat. Mousey)
- 1998: Velfare ~ Destination 2000 ~ (& Anabelle)
- 1999: Everybody (All Over the World) – The Remixes
- 1999: Rich in Paradise (feat. Tahomy)
- 2005: Rich in Paradise (Going Back to My Roots) Remix 2005
- 2006: Everybody (All Over the World) (Philtre Phreekz vs. FPI Project feat. Bianca Lindgren)